# Lê Minh Khuê

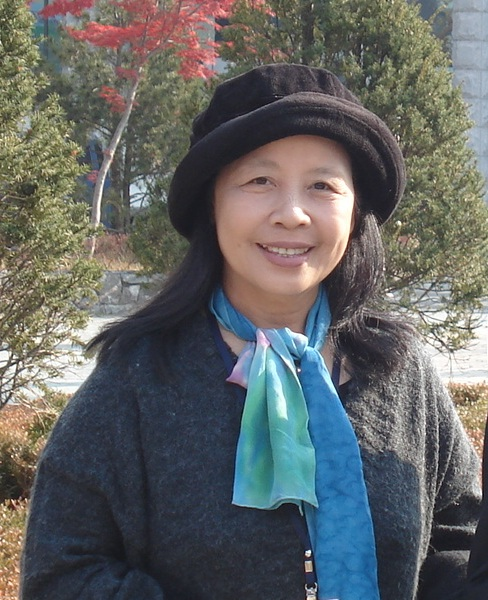
Lê Minh Khuê, 2007

Lê Minh Khuê, eigentlich Lê Thị Minh Khuê, (* 6. Dezember 1949 in Lan Châu, Provinz Thanh Hóa) ist eine vietnamesische Schriftstellerin.

## Leben
Lê Minh Khuê wurde im Norden Vietnams geboren. In den Wirren der Landreform in Vietnam verlor sie ihre Eltern und wurde von Verwandten aufgezogen. 1965 ging sie freiwillig zur Vietnamesischen Volksarmee und war später als Kriegsreporterin tätig und arbeitete als Redakteurin beim Hanoier Fernsehen. Nach dem Ende des Vietnamkrieges war sie als Journalistin tätig und arbeitete als Schriftstellerin. Sie verfasste Erzählungen und veröffentlichte sie in Zeitschriften und Anthologien.

## Werke (Auswahl)
- Ferne Sterne, Kurzgeschichte, aus dem Französischen übersetzt von Renate Brandes
- Kleine Tragödien, Erzählungen, 2011
- Nach der Schlacht, Deutsch von Günter Giesenfeld, Marianne Ngo und Aurora Ngo, Reihe Ariadne, Hamburg 2017, ISBN 978-3-86754-215-9.